# Nicolas Paquet
Pour les articles homonymes, voir Paquet.
Nicolas Paquet est un armateur français né à Ancerville (Meuse) le 8 mars 1831, mort le 12 novembre 1909 à Marseille. Il a créé la Compagnie de navigation Paquet (CNP), devenue Croisières Paquet, vendue ensuite à la Compagnie maritime des chargeurs réunis.

## Décorations
- Officier de la Légion d'honneur (1908)[1]